# Sulfur
«Sulfur» —en español: «Azufre»— es una canción de la banda de estadounidense de metal alternativo, Slipknot de su cuarto álbum de estudio, All Hope Is Gone. Se lanzó como sencillo el 15 de junio de 2009, y un poco antes, se hizo un vídeo musical.

## Vídeo musical
Se publicó el 18 de abril de 2009 y fue el último vídeo de la banda con Paul Gray, antes de su muerte. Se filmó el 9 de marzo del mismo año, en Los Ángeles. Fue codirigido por Shawn Crahan.

## Créditos
- (#0) Sid Wilson – turntables
- (#1) Joey Jordison – batería
- (#2) Paul Gray – bajo
- (#3) Chris Fehn – percusión, voz de fondo
- (#4) Jim Root – guitarra líder
- (#5) Craig Jones – sampler
- (#6) Shawn Crahan – percusión, voz de fondo
- (#7) Mick Thomson – guitarra rítmica
- (#8) Corey Taylor – voz